# آیتور اوسا
آیتور اوسا (اسپانیایی: Aitor Osa‎؛ زادهٔ ۹ سپتامبر ۱۹۷۳) دوچرخه‌سوار اهل اسپانیا است.
از باشگاه‌هایی که در آن رکاب زده‌است می‌توان به ایوسکالتل-ایوسکادی و تیم موویستار اشاره کرد.